# 太平山壳骨
太平山壳骨（学名：Pseuderanthemum tapingense）为爵床科山壳骨属下的一个种。

## 扩展阅读
- 維基物種上的相關：太平山壳骨